# 曹操高陵
曹操高陵，又称安阳高陵、魏高陵、西高穴2号墓，是东汉末年魏王曹操之陵墓。曹操陵墓之所在位置近兩千年來一直是個謎團，直至2009年12月27日經由河南省文物局宣佈，在曹操高陵考古确认，其地址位于安阳市安阳县安丰乡西高穴村一带。2010年2月4日，以“曹操高陵”的名称增补为河南省第五批文物保护单位。2013年3月5日，以“安阳高陵”的名称公布为第七批全国重点文物保护单位。

## 历史
曹操在汉建安二十五年正月廿三庚子日（公元220年3月15日）卒于洛阳，享年66岁。
根据曹操建安二十三年（公元218年）六月颁布的《终令》以及他临死前《遗令》的要求，最终被安葬在邺城西郊。
《三国志·魏书·武帝纪》：“（汉建安）二十五年春正月，（魏王）至洛阳。权击斩羽，传其首。庚子，王崩于洛阳，年六十六。遗令曰：‘天下尚未安定，未得遵古也。葬毕，皆除服。其将兵屯戍者，皆不得离屯部。有司各率乃职。敛以时服，无藏金玉珍宝。’谥曰武王。二月丁卯，葬高陵。”
曹操高陵曾經多次被盗，至2005年被发现，於2008年由河南省文物局考古研究所对此进行抢救性考古发掘，至2009年12月27日在北京向新闻媒体公佈曹操高陵在河南獲得考古确認。2010年1月29日，中国国家文物局认定河南安阳东汉大墓墓主为曹操。有涉單位將在曹操高陵原地建造曹操高陵博物馆以进行原地保护，項目亦被纳入安阳市政府工作计划之中。
2023年4月27日，曹操高陵遗址博物馆开馆。

## 墓葬概况

神道

斜坡墓道

该墓坐西朝东，平面呈“甲”字形。最深处距地表约15米，大墓占地面积约740平方米，为一座带有斜坡墓道的双室砖墓。墓葬墓道斜坡长39.5米，宽9.8米，主要由前后室、4个侧室以及墓道构成。墓圹平面上呈现出梯形，东西长18米、东宽22米，西宽19.5米。

## 出土文物
墓葬当中出土大量刻铭石牌，有长方形及圭行等，共计59件。其中8件石圭对确定墓主身份提供了重要依据，其中刻有“魏武王常所用挌虎大戟”、“魏武王常所用挌虎大刀” 以及“魏武王常所用挌虎短矛”等。在追回的被盗文物中有一件石枕上刻有“魏武王常所用慰项石”铭文，考古工作者推断其为曹操生前使用的枕头。
墓葬当中发现石壁三块，圭一块。圭璧合一是判断帝王陵墓等级级别非常重要的标准，因為圭是在皇帝墓葬中才會出现。此外，在陵墓的挖掘过程中还出土3具骨架，经過鉴定，一具为男性，约为60多岁，身高150至160厘米，另外两具为女性，部分文章中称其死亡年龄分别为20余岁和40-50余岁，由此引发质疑。一篇载于《东方早报》的文章指出，可能是因骨骼保存情况不佳而难以给出这具较年长女性骨架的具体年龄。有文章指出，因可以较准确推定出死亡年龄的耻骨联合面未发现，不能对较年长女性的年龄给出精确结论。现有结果根据不同测定方法，得出其死亡年龄的结论差异较大，从40余岁至60-70岁之间不等。此墓被盜過，且曹操頭骨有遭刀刃砍過痕跡。

## 认定依据
1. 墓葬男主人之年龄与曹操卒年相吻合。
2. 墓葬男主人之身高與曹操本人相吻合。
3. 墓葬出土的文物以及画像石等具有典型的汉魏特征。
4. 1998年在西高穴村西北部，距离该墓葬约800米的地方出土一块魯潛墓誌（后赵建武年间驸马都尉）上，明确记载距离魏武帝陵西北角43步。

#### 鲁潜墓志
赵建武十一年，大歳在乙巳，十一月丁卯朔。故大仆卿驸马都尉，勃海赵安县，鲁潜年七十五，字世甫。以其年九月廿一戊子卒。七日癸酉葬墓在高决桥陌西行一千四百廿歩。南下去陌一百七十歩。故魏武帝陵。西北角西行卌三歩。北回至墓明堂。二百五十歩。上党解建、字子奉。所安墓入四丈神道南向。
5. 墓葬规格比较高，并且出土有只有在皇帝墓当中才出现的圭。墓当出土的铭牌以及石枕上有“魏武王”字样。根据史料，曹操被封为“魏公”，后为“魏王”。曹丕称帝后追谥其为“武皇帝”，史称“魏武帝”。出土文物上的“魏武王”完全符合其卒时之称谓。

6. 该墓葬与曹操《遗令》当中提倡的薄葬相符，墓葬规模虽然大，惟未见壁画等等，反而僅出土兵器及石枕等基本物品。《遗令》记载“吾死之后……葬于邺之西岗”，而西高穴所处的位置正是古代邺城的西面。

## 争议及后续证明

### 與文獻的矛盾
1. 曹植是卞太后親生兒子，卞太后下葬他親自到場，他的《卞太后誄》是第一手記錄。據曹植《卞太后誄》所記“年逾耳順，乾乾匪倦”講明卞太后過了60歲還很勤快，另外記有“大隧開途”，是重開墓道（隧），把卞太后和曹操葬在一起。[15]河南發掘點兩個女性遺骨都不到60歲，既然沒有卞太后遺骨，那肯定不是曹操墓了。
2. 真的曹操墓中，只會有曹操和後來合葬的卞太后兩人。曹操《遺令》要妻妾在他死後住銅雀臺製履為生，不要妻妾殉葬。而魏文帝曹丕是卞太后親生兒子，繼任的魏明帝曹叡是卞太后親生孫子，不可能打開曹操墓把其他曹操妻妾合葬進去。如果放進其他女性屍骨合葬，那曹魏皇室所有人，包括卞太后，都得在祭拜曹操的時候向這些身分低的女性遺體一併跪拜行禮，曹魏皇室不可能這樣自取其辱。但河南發掘點有一男兩女共三個頭骨，那肯定不是曹操墓了。
3. 根據《晋书·礼志》，曹丕於曹操墓的墓道築了一個石室，置下金璽。[16]河南發掘點不但無金璽，連藏璽的石室都沒有，那肯定不是曹操墓了。
4. 根據《三國志·武帝紀》，曹操受賜九錫，其中包含斧鉞彤弓等兵器，象徵能專事征伐如周公。曹操極為重視九錫之中斧鉞彤弓這些武器，曾經做詩讚頌過：《曹操集·短歌行其二》“賜之斧鉞，得使征伐。”“晉文亦霸，躬奉天王。受賜圭瓚，秬鬯彤弓。”但河南發掘點沒有這些重要的禮器，那肯定不是曹操墓了。
5. 根據《三國志·武帝紀》，曹操善用劍，“世語曰：太祖過伯奢。伯奢出行，五子皆在，備賔主禮。太祖自以背卓命，疑其圖己，手劔夜殺八人而去。”“魏書曰：兵謀叛，夜燒太祖帳，太祖手劔殺數十人，餘皆披靡，乃得出營。”後來也受賜劍履上殿，可見曹操真正常所用的是劍。但河南發掘點沒有曹操隨身佩劍，那肯定不是曹操墓了。
6. 根據《三國志·許褚傳》，馬超在潼關濟水追擊曹操，曹操沒有隨身帶盾，緊急之際許褚拿起馬鞍擋箭，可見曹操並沒有常所用的盾牌。而且曹操身為指揮官，騎馬指揮，不可能在馬上一手握韁繩，一手指揮，同時又能使用長盾。但西高穴發掘點卻出現一個“魏武王常所用长犀盾”的石牌，這裡講的魏武王應該就不是曹操，那肯定不是曹操墓了。
7. 根據《三國志·武帝紀》曹操遺令“斂以時服，無藏金玉珍寶。”《晉書·禮志》曹操遺令“金珥珠玉铜铁之物，一不得送”[16]，因此曹丕連金璽都不敢放進墓室，河南發掘點卻出土了金銀珠玉，證明此墓並非曹操墓。
8. 兵器上寫的名字，不一定是墓主。譬如中國湖北省江陵縣曾發掘出越王勾踐劍，劍身刻有鳥蟲書銘文“越王句踐，自作用劍”，但發掘點不是越王句踐墓。又譬如中國湖北省江陵縣曾發掘出吳王夫差矛，刻有“吳王夫差，自乍（作）用矛”字樣，但發掘點不是吳王夫差墓。
9. 曹植是曹操親生兒子，曹操下葬他親自到場，他的誄文（《武帝誄》）是第一手記錄。據曹植《武帝誄》所記，曹操下葬“璽不存身，唯紼是荷”，表示墓中曹操沒有把印章放在身邊，只有配戴用來繫印章的綬帶。但河南發掘點出土一顆方紐銅質印章，恰恰證明此墓肯定不是曹操墓了。
10. 漢朝到三國魏晉南北朝的貴族印章，佩戴的金印對印紐和綬帶有相關的規制。譬如《後漢書·陰識傳贊》：「恂恂苗胤，傳龜襲紫。」李賢註：「公侯紫綬金印龜紐」，表示公侯的金印是龜形印紐，繫著紫色的綬帶。已經出土的金印清單中（两汉及魏晋南北朝时期金质官印列表），配合貴族的身分地位，有龜、駝、蛇、羊等等不同的印紐造型。並留有小孔方便繫上印紼綬帶。但河南發掘點出土一顆銅質印章只是方紐無孔，顯示印主並不具貴族身分，證明此墓肯定不是曹操墓了。

### 對發掘方認定證據的質疑
1. 發掘方認定墓葬男主人之年齡與曹操卒年相吻合。但歷來去世年齡與曹操一樣的數以萬計，不代表就是曹操墓。
2. 發掘方認定墓葬男主人之身高與曹操本人相吻合。但歷來身高與曹操相近的也是數以萬計，不代表就是曹操墓。
3. 發掘方認定墓葬出土的文物以及畫像石等具有典型的漢魏特徵。但漢魏的大墓全都有漢魏特徵，像曹休墓和西朱村曹魏大墓都會有漢魏特徵。不代表就是曹操墓。
4. 發掘方認定1998年在西高穴村西北部，距離該墓葬約800米的地方出土一塊魯潛（後趙建武年間駙馬都尉）墓誌上，明確記載距離魏武帝陵西北角43步。但是魯潛墓誌並非在魯潛墓穴中出土，魯潛墓的地點不明，根本並不能當作參考位置的證據。不代表就是曹操墓。此外，有学者对鲁潜墓志的形制、用字和书写风格表达质疑[17]。
5. 發掘方認定墓葬規格比較高，且出土只有在皇帝墓當中才會出現的圭，再加上墓當出土的銘牌以及石枕上有「魏武王」字樣。然而這段期間有其他大臣去世，也可以用石牌標示曹操贈送的東西是魏武王常所用的。這不代表就是曹操墓，譬如夏侯惇去世時間與曹操相近，夏侯惇如果有曹操送的武器，石牌上也可以寫魏武王常所用字樣。亦有觀點指出圭不是皇帝才有，周禮《春官宗伯》之中規定：「公執桓圭，侯執信圭，伯執躬圭」，伯爵以上的貴族都有圭，另外也規定「子執穀璧，男執蒲璧」，子爵和男爵不執圭，而是執玉璧。
6. 發掘方認定該墓葬與曹操《遺令》當中提倡的薄葬相符。但是曹操主張薄葬，是所有曹魏皇室與貴族的大墓都會遵循薄葬原則。譬如曹休墓和西朱村曹魏大墓都會是薄葬且不封不樹，薄葬不能作為是曹操墓的證據。且曹操的遺令是讓公卿大臣都到附近安葬（其公卿大臣列将有功者，宜陪寿陵），而這些公卿大臣也一定不可能比曹操招搖，一定全都是不封不樹的薄葬。所以不代表每個葬在鄴城西邊的都是曹操墓。

### 一些學者的意見
1. 一些學者认为河南省文物局認證的依據不足，專門從事魏晉南北朝文學研究的中國人民大學國學院副院長袁濟喜表示这些证据不是第一手证据而並非很有力的证明。[18]但考古专家孙新民指出，同类八件刻有“魏武王”铭文的石牌中有七块为科学发掘出土，只有一块是从盗墓分子手中追缴而来。[19]
2. 历史上除了曹操，十六国时期的冉闵和姚襄等都有“魏武王”的称号，而考古單位對8件刻有“魏武王”铭文的石牌却只是指向曹操，其做法備受质疑。有學者懷疑，曹操葬禮由曹丕主持，時曹丕繼為魏王，理論上不會直接稱呼父親為“魏武王”，而只稱作“武王”，即使使用全名，亦應該使用“漢魏武王”而非“魏武王”，學者以此判斷發現之陵墓不為曹操墓[20]。
3. 河北籍“倒曹派”学者闫沛东向媒体明确指出曹操墓考古队队长参与造假，因为考古队获得安阳方面230万元挖掘资金后挖出空墓难以向对方交差。对此，曹操墓地考古队队长及河南省考古研究所副研究员潘伟斌在接受采访时表示，一切等闫沛东公布证据后再作答复。[21]而闫沛东於2011年12月被河北警察确认为逃犯，真实姓名为胡泽军。[22]

### 一些錯誤意見
1. 一些中國學者認為曹操與卞太后合葬但不同穴，但這是錯誤的。前漢一開始因為墓葬技術的限制，合葬是同塋不同穴，甚至也有連墓塋都分開只是相鄰而已。但是後來會構築墓室，到後漢就已經有很多打開墓道同穴合葬的做法。而且從漢武帝獨尊儒術之後，符合儒家思想的同穴合葬成為皇室與貴族的優先選擇。像諸葛亮曾經主持劉備與甘夫人同穴合葬，上奏表示「《詩》曰：『谷則異室，死則同穴。』故昭烈皇后宜與大行皇帝合葬。」曹操年輕的時候，當時朝廷大臣廷尉陈球和太尉李咸力爭竇太后竇妙去世該與漢桓帝同穴合葬。可見同穴合葬是三國當時很重要的禮法規則。
2. 一些中國學者認為魏武王可以指冉闵，但這是錯誤的。依照史書十六國春秋的後趙錄：冉闵（石闵）的父親冉良(石瞻)12歲的時候，被石勒在攻打河內時俘虜，交給石虎收養，改叫石瞻。石勒在永興二年（305年）起兵，俘虜12歲石瞻的時間只會比這晚，而石瞻的兒子冉闵在352年去世，如果石瞻20歲之後生冉閔，那冉閔享壽不會超過40歲。另外冉闵的諡號是武悼天王。依照諡法，年中早夭曰悼。表示冉闵是年紀輕輕就早死的，享壽不高。河南發掘點找到的男性遺骨，超過60歲，年紀太大，肯定不是冉闵。
3. 中國學者劉慶柱對於一開始头盖骨研究结果中判定年纪40岁左右的遺骨，他認為应是50多歲的卞夫人，但這是錯誤的。三國志的裴松之註釋裡記載卞太后出生于东汉延熹三年（160年）十二月，死于魏太和四年（230年）五月，享年70或71歲。另外陳壽在三國志本文也記載卞太后20歲成親，之後生曹丕，曹丕享年40歲，卞太后就已經超過60歲。另外從她親生兒子曹植所撰寫的卞太后誄的記載，卞太后過了60歲的耳順之年還很勤快。從陳壽、裴松之以及曹植三方面的資料來看，卞太后都不可能只活50歲，更不用說初次判定遺骨只有40歲。
4. 發掘方在兩具女性遺骨初次判定為40多歲與20多歲的時候，就認定男性遺骨60多歲與曹操去世年齡66歲相符，然後認為40多歲女性遺骨是卞夫人。但這是錯誤的。之後可能發現出錯，偷偷把大齡女性遺骨年齡判定調高為50多歲，之後又調高到60多歲。但實際上卞太后是70歲或71歲去世。女性遺骨年齡的判定如果能誤差30歲，也沒辦法保證男性遺骨年齡的判定是對的。
5. 一些中國學者認為墓中女性遺骨有丁夫人，但這是錯誤的。三國志記載丁夫人去世後，葬在許昌城南門側。
6. 一些中國學者認為墓中遺骨有曹沖，但這是錯誤的。三國志魏書鄧哀王沖傳的註釋，只講曹丕把曹沖遺骨遷葬高陵，並沒有打開墓穴合葬。同穴合葬是夫妻才會做的。曹沖是和甄氏女冥婚合葬，雙方都是未成年就去世，西高穴並沒有發掘出這樣的未成年一男一女的遺骨。
7. 中國研究者潘伟斌撰寫曹操夫人卞氏年龄考，認為卞夫人嫁曹操馬上就生曹丕，然後推論卞夫人只活64歲，但這是錯誤的。卞夫人嫁曹操，可能隔幾年才生育，也可能先生下一個或幾個女兒再生曹丕。最可能是曹丕同母姐姐的，應該是漢獻帝的皇后曹節。曹操把三個女兒嫁給漢獻帝，卻是年紀居次的曹節當皇后，應該跟生母的身分有關。依照三國志裴松之註釋所說卞夫人享壽70歲就已經很合理。
8. 一些中國學者認為西高穴這邊有曹昂衣冠塚，但這是錯誤的。曹昂並沒有特別需要衣冠塚的問題。三國志記載建安二年春正月，曹操到宛，張繡叛變，曹昂陣亡，冬十一月，曹操南征回到宛。裴松之注釋說：「魏書曰：臨淯水，祠亡將士，歔欷流涕，衆皆感慟。」也就是說，跟張繡作戰陣亡的將士，包括了曹昂，曹操已經立祠在淯水旁邊，以供祭拜。既然在淯水邊都已經受了幾十年香火，根本就沒有必要在河南安陽西高穴另設衣冠塚了。
9. 一些中國學者認為可以驗DNA，但這是錯誤的。西高穴遺骨就算有DNA，也已經受損，沒辦法做有效的檢驗。而且就算有完整DNA，由於曹操父親曹嵩是過繼給宦官曹騰當養子才姓曹，根本不知道他的先祖到底是不是姓曹，和現代曹姓民眾比對DNA也沒有意義。
10. 中國研究者曹定雲認為西高穴一号墓是卞太后「疑冢」，但這是錯誤的。中國古代基於儒家思想有夫妻合葬的禮俗，卞夫人該跟曹操合葬是曹魏皇室早就知道必然會做的事。而曹操的墓一直都有曹魏皇室安排祭祀掃墓，像于禁去祭祀還在陵屋看到自己投降的壁畫。所以曹操墓在曹魏時代根本沒有隱匿地點，地點不是秘密，當然也不會蓋「疑冢」。全國也都知道卞夫人跟曹操合葬，那也沒有蓋「疑冢」的必要。
11. 中國研究者潘伟斌，認為墓中約20歲的女性頭骨，是曹昂的生母劉氏，但這是錯誤的。曹昂的生母劉夫人，不是正妻只是小妾，身分地位比較低，並沒有與曹操同穴合葬的資格。魏晉之時，強調正妻才能與亡夫同穴合葬。曹操年輕的時候，也看過朝廷大臣廷尉陈球和太尉李咸力爭竇太后竇妙去世該與漢桓帝同穴合葬。陳球主張：「皇太后（竇妙）自在椒房，有聰明母儀之德。遭時不造，援立聖明，承繼宗廟，功烈至重。先帝晏駕，因遇大獄，遷居空宮，不幸早世，家雖獲罪，事非太后。今若別葬，誠失天下之望。且馮貴人冢墓被發，骸骨暴露，與賊併尸，魂靈汙染，且無功於國，何宜上配至尊？」認為竇太后有功於國，才應該與漢桓帝同穴合葬。馮貴人無功於國，就沒有與桓帝同穴合葬的資格。陳球的主張是朝廷各公卿都認同的。即使曹丕、曹叡想把其他女性跟曹操合葬，也會出現大臣像陳球、李咸力爭這樣不合禮法。所以如果墓中遺骨出現一男兩女，會是正妻先去世，之後有繼正室，最後三人合葬。像劉備去世時，是和甘夫人同穴合葬，劉備當時的皇后吳氏（穆皇后，继正室）升為皇太后，幾十年後吳氏去世，合葬惠陵。所以劉備的惠陵中，會有劉備、甘皇后、吳皇后，一男兩女共三具遺骨。而曹操只立過卞夫人為魏國王后，曹操墓中不可能出現第二個女性。
12. 一些中國學者認為河南發掘點年輕的女性遺骨是婢女，但這是錯誤的。後漢與魏晉之際，很強調正妻才能同穴合葬。譬如世說新語賢媛篇，還記載了晉朝賈充的兩個女兒（李氏之女齊獻王妃，與郭氏之女晉惠帝的皇后賈南風）爭著讓自己的母親遺體與賈充合葬，因為只有正妻才有合葬資格，所以兩個異母姊妹為母親競爭很激烈。辦理曹操葬禮的是卞太后親生兒子曹丕，辦理卞太后合葬的是卞太后親生孫子曹叡，都不可能隨便把身份低的婢女合葬進去。
13. 一些中國學者認為河南發掘點年輕的女性遺骨身分比較低，但這是錯誤的，不見得如此。通常是正妻與繼正室才有資格合葬，而如果正妻享壽較短，繼正室享壽較長，那年輕遺骨身分並沒有比較低。像劉備的惠陵中，會有劉備、甘皇后、吳皇后，一男兩女共三具遺骨。吳皇后得享高年。劉焉在194年去世之前，就舉辦了兒子劉瑁和吳氏的婚禮，而吳氏在延熙八年（245年）去世，可見吳氏享壽超過60歲，甚至可能70歲。而甘皇后建安十二年（207年）生下劉禪。在劉備於蜀漢章武二年（222年）去世之前，甘夫人就已去世，享年大約不到40歲。甘皇后雖然年輕去世，但有封后，地位並沒有比較低。
14. 中國研究者潘伟斌，認為日本大分縣出土的金銀錯嵌珠龍文鐵鏡，是曹叡賞賜給卑彌呼的百枚銅鏡之一，跟西高穴發掘出的鐵鏡同源，但這是錯誤的。銅鏡和鐵鏡顏色明顯不同，史官記載不至於出錯搞成指鐵為銅。而且西高穴出土的是一般鐵鏡，並沒有加工做錯金銀（塗畫金銀）與鑲嵌珠玉的工藝，跟日本出土的金銀錯嵌珠龍文鐵鏡並不一樣。其實日本已出土很多漢魏之際的銅鏡，如三角縁神獣鏡，更符合《三國志》“銅鏡百枚”的記載。

## 外部連結
维基共享资源上的相關多媒體資源：曹操高陵